# Żywocin (SIMC 0556772)
Żywocin – osada leśna w Polsce, położona w województwie łódzkim, w powiecie piotrkowskim, w gminie Wolbórz.
W latach 1975–1998 miejscowość administracyjnie należała do województwa piotrkowskiego.

## Miejscowości o nazwie Żywocin w gminie Wolbórz
W gminie Wolbórz istnieją cztery miejscowości podstawowe o nazwie Żywocin, w tym 1 wieś, 1 kolonia i 2 osady leśne. Wieś Żywocin posiada identyfikator SIMC 0556737. Kolonia Żywocin posiada identyfikator SIMC 0556750. Niniejszy artykuł dotyczy osady leśnej Żywocin, która posiada identyfikator SIMC 0556772. Drugą osadą leśną jest Żywocin, która posiada identyfikator SIMC 0556766.